# Venus de Petrovice

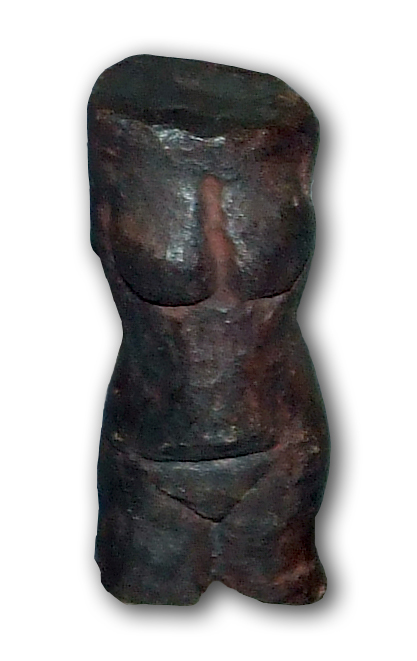
Venus de Petrkovice

La Venus de Petrkovice o Venus de Landek es una pequeña estatuilla de 4,6 cm de alto tallada en hematita negra que representa un torso femenino. La figura tiene de una antigüedad aproximada de 23 000 años, por lo que se enmarca en el periodo Gravetiense.
Fue encontrada en 1953 en el emplazamiento de un campamento de cazadores de mamuts en la colina de Landek en Petrovice, un distrito en los suburbios del norte de Ostrava cerca del Óder (Silesia, República Checa). En el mismo emplazamiento se han encontrado pruebas del uso de carbón en aquella época. En efecto, Landek contiene una de las vetas de carbón más rentable de Europa. Este carbón está en el origen de la prosperidad de la ciudad de Ostrava.
Se diferencia de otras Venus paleolíticas en dos rasgos:
- La hematita negra se utilizó muy poco, ya que era difícil de trabajar.
- La Venus es muy delgada y sus formas recuerdan al arte cubista.

El original se encuentra en Brno en el Instituto de Arqueología de la Academia de Ciencias. También han sido encontradas otras Venus paleolíticas en la zona, como la Dolní Věstonice, la de Willendorf, la de Galgenberg y la de Moravany.

## Características
La estatuilla, tallada a partir de mineral de hierro (hematita), mide 4.5 x 1.5 x 1.4 cm y representa el torso de una mujer. Excepcionalmente, la ausencia de la cabeza parece ser intencional. También, a diferencia de otras Venus prehistóricas, muestra a una mujer joven y esbelta con pechos pequeños.

## Enlaces
- Portal: República Checa. Contenido relacionado con  República Checa.